# گمینا وینگسکو
گمینا وینگسکو (به لهستانی:  Gmina Wińsko) یک گمینا در لهستان است که در شهرستان ووووف واقع شده‌است. گمینا وینگسکو ۲۴۹٫۵۴ کیلومتر مربع مساحت و ۸٬۶۵۸ نفر جمعیت دارد.